# Robert Bodanzky
Robert Bodanzky, också känd som Danton. ursprungligen Isidor Bodanskie, född 20 mars 1879 i Wien, död 2 november 1923 i Berlin, var en österrikisk journalist, författare och poet. Han var bror till operadirigenten Artur Bodanzky.